# Andraste
Andraste, secondo Cassio Dione, era una dea celtica invocata dalla regina britannica Boudicea mentre combatteva contro gli invasori romani nel 61. È menzionata una sola volta. Potrebbe essere identificata con Andante, menzionata in seguito dalla stessa fonte e descritta così: "il suo nome significa vittoria" (ad esempio la dea Vittoria).
Alcune monete celtiche mostrerebbero immagini di Andraste.